# Gemixystus rippingalei
Gemixystus rippingalei is een slakkensoort uit de familie van de Muricidae. De wetenschappelijke naam van de soort is voor het eerst geldig gepubliceerd in 1998 door Houart.